# Paramontastraea salebrosa
Espèce
Paramontastraea salebrosa est une espèce de coraux appartenant à la famille des Merulinidae.